# Winford (Wight)
Winford – wieś w Anglii, na wyspie Wight. Leży 8 km na południowy wschód od miasta Newport i 121 km na południowy zachód od Londynu.